# Riunioni degli scienziati italiani
Le riunioni degli scienziati italiani si svolsero con cadenza annuale dal 1839 al 1847; ripresero con un congresso straordinario nel 1861 a Firenze e si conclusero con il congresso di Palermo del 1875, durante il quale venne approvato il regolamento della Società italiana per il progresso delle scienze.

## Le riunioni preunitarie

Medaglia dedicata alla prima Riunione degli scienziati italiani

Dopo la Restaurazione il crescente interesse verso i progressi scientifici e tecnologici originato dalla prima rivoluzione industriale, portò all'organizzazione di periodici congressi nazionali di scienziati e studiosi in molti paesi europei. Notizie di questi eventi giunsero anche in territorio italiano, a quell'epoca politicamente frazionato. Grazie ai rapporti di Giovan Pietro Vieusseux con l'ambiente ginevrino, nel 1821 a Firenze la rivista Antologia pubblicò il resoconto dell'adunanza della Società elvetica di scienze naturali a cui seguirono numerose comunicazioni sulle successive riunioni che si svolsero in Svizzera e in Germania. Questo episodio contribuì ad alimentare l'esigenza da parte di molti scienziati e letterati italiani di dare vita ad analoghe iniziative che coinvolgessero tutta la comunità scientifica diffusa sul territorio della penisola. In un periodo storico caratterizzato da una delicata situazione politica e da un crescente sviluppo del senso di identità nazionale, l'azione degli scienziati e degli intellettuali assunse ben presto un carattere di forte impegno culturale, politico e civile. Lo zoologo Carlo Luciano Bonaparte, principe di Canino e di Musignano, nonché figlio di Luciano, fratello minore di Napoleone I, rivestì un ruolo significativo per la nascita e l'organizzazione dei congressi.
| Numero        | Anno | Luogo   | Presidente generale              |
| ------------- | ---- | ------- | -------------------------------- |
| I Riunione    | 1839 | Pisa    | Ranieri Gerbi                    |
| II Riunione   | 1840 | Torino  | Alessandro Saluzzo di Monesiglio |
| III Riunione  | 1841 | Firenze | Cosimo Ridolfi                   |
| IV Riunione   | 1842 | Padova  | Andrea Cittadella Vigodarzere    |
| V Riunione    | 1843 | Lucca   | Antonio Mazzarosa                |
| VI Riunione   | 1844 | Milano  | Vitaliano Borromeo               |
| VII Riunione  | 1845 | Napoli  | Nicola Santangelo                |
| VIII Riunione | 1846 | Genova  | Antonio Brignole Sale            |
| IX Riunione   | 1847 | Venezia | Andrea Giovanelli                |

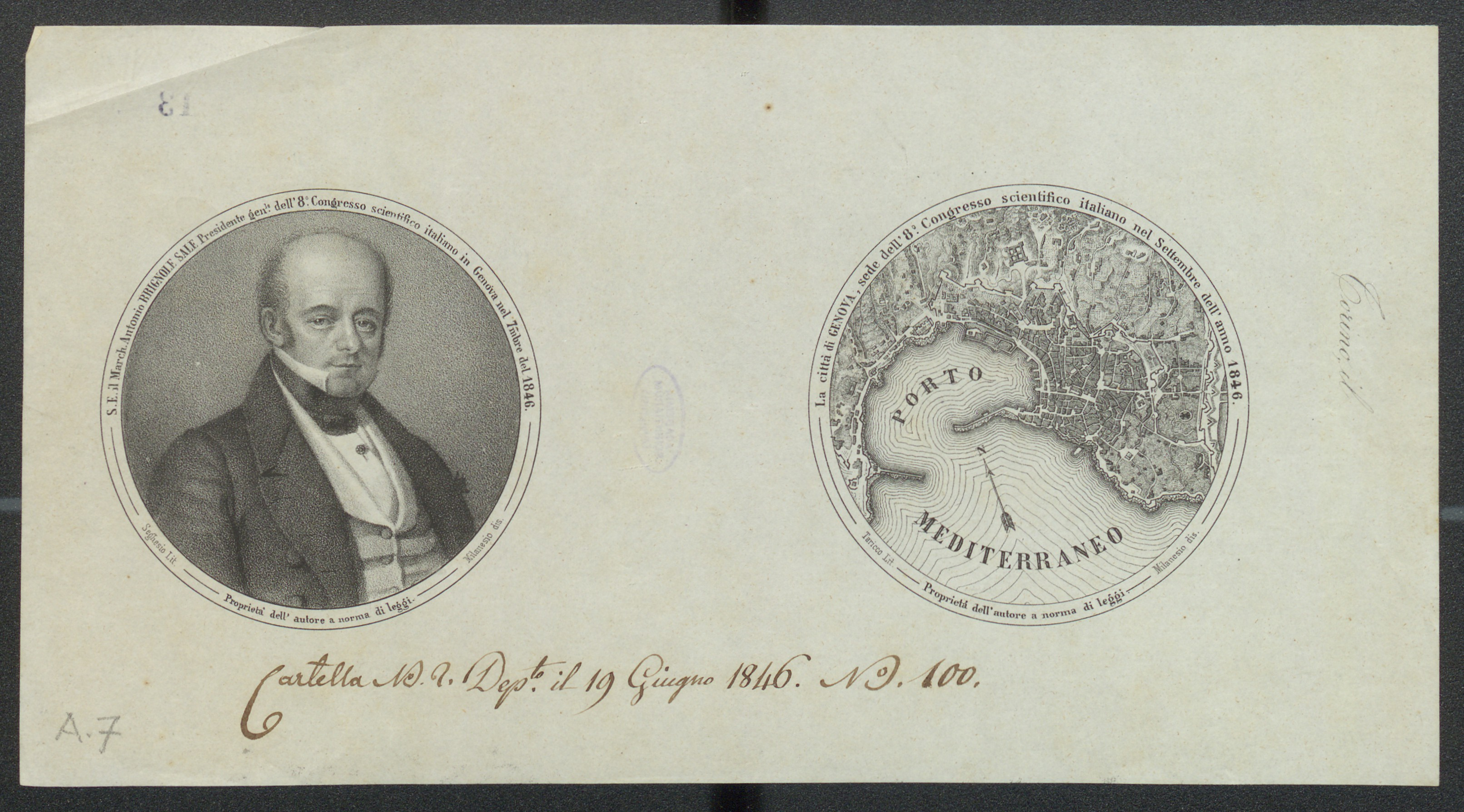
Immagine celebrativa dell'8º congresso degli scienziati italiani tenutosi a Genova nel settembre 1846, con il ritratto di Antonio Brignole Sale e la planimetria del porto di Genova.

Nell'ottava riunione del 1846, tenutasi a Genova, era stata votata Bologna, parte dello Stato Pontificio, come sede per il raduno del 1848.
Nella riunione del 1847, in assenza dell'autorizzazione pontificia, si votò Siena come sede del successivo congresso, rinviando al 1849 la scelta di Bologna. Il 21 settembre 1847 il pontefice diede il proprio assenso allo svolgimento della riunione a Bologna del 1849.
Gli eventi bellici del 1848 resero però impossibile lo svolgimento del decimo congresso; si tentò un rinviò all'anno successivo.
(Comunicazione del segretario Giuseppe Vassalli)

## Le riunioni post-unitarie
Dopo l'unità d'Italia vennero organizzati altri quattro convegni.
| Numero                  | Anno | Luogo   | Presidente generale  |
| ----------------------- | ---- | ------- | -------------------- |
| Congresso straordinario | 1861 | Firenze | Cosimo Ridolfi       |
| X Riunione              | 1862 | Siena   | Francesco Puccinotti |
| XI Riunione             | 1873 | Roma    | Terenzio Mamiani     |
| XII Riunione            | 1875 | Palermo | Terenzio Mamiani     |

Il congresso del 1875 divenne il primo della neocostituita Società italiana per il progresso delle scienze, che però rimase inattiva e non realizzò convegni o atti.

## Atti e documenti delle Riunioni
I documenti manoscritti delle Riunioni, depositati presso il Reale Museo di fisica e storia naturale, sono oggi conservati nell'archivio della Biblioteca del Museo Galileo di Firenze. La documentazione del fondo copre tutte le riunioni dal 1839 al 1862, compreso quella di Siena prevista per il 1848 ma mai realizzata per il precipitare della situazione politica.
Di particolare valore sono i documenti della nona Riunione di Venezia del 1847, unica per la quale non sono mai stati pubblicati gli atti.